# IceDogs de Mississauga
Pour les articles homonymes, voir Mississauga (homonymie).
Les IceDogs de Mississauga sont une franchise de hockey sur glace du Canada qui a évolué dans la Ligue de hockey de l'Ontario. L'équipe déménage à St. Catharines dans la province de l'Ontario pour la saison 2007-2008 et devient les IceDogs de Niagara .

## Les IceDogs et la LNH
Voici une liste des joueurs ayant joué leur hockey junior avec les IceDogs pour ensuite jouer au moins un match dans la Ligue nationale de hockey :
| - Greg Jacina - Brian McGrattan | - Sean McMorrow - Kyle Quincey | - Igor Radoulov - Jason Spezza | - Chad Wiseman |